# Plotina
Pompeia Plotina Claudia Febe Pisone (in latino Pompea Plotina Claudia Phoebe Piso; Nemausus, 65/70 circa – 121) è stata la moglie dell'imperatore Traiano e quindi imperatrice consorte durante il suo regno dal 98 al 117.

## Biografia
Nata a Nemausus in Gallia (moderna Nîmes) sotto il regno di Nerone, sposò Traiano prima che questo diventasse imperatore. Il matrimonio, sebbene felice, non diede figli. 
Plotina è raffigurata nei ritratti con un viso magro e affilato e la fronte alta; ha una tipica acconciatura, composta da una massa di capelli molto rialzata al centro, sostenuta e completata da dei copricapi lunati. Nel retro i capelli sono disposti in trecce, che terminano in una singola treccia ritorta.
Nel 105 Traiano la onorò col titolo di Augusta dopo averlo seguito durante le spedizioni per la conquista della Dacia; in suo onore fu fondata in Tracia la città di Plotinopolis, l'odierna Didymoteicho.
Plotina protesse il futuro imperatore Adriano che, rimasto orfano del padre all'età di dieci anni, entrò sotto la tutela di Traiano. Adriano fu il favorito di Plotina, che si dice abbia convinto Traiano a sceglierlo come erede.
Plotina morì nel 121, e fu in seguito divinizzata da Adriano, che, oltre ad associarne il culto nel Tempio di Traiano, eresse una basilica in suo onore a Nemausus. Fu famosa per il suo interesse nella filosofia (aderì all'epicureismo, che contribuì a rilanciare), per la sua virtù, dignità e semplicità. Con la sua influenza diede all'impero tassazioni più eque, maggiore educazione, assistenza per i poveri e maggiore tolleranza nella società.